# Gotham Central
Gotham Central è una serie a fumetti poliziesca ideata dagli sceneggiatori Greg Rucka e Ed Brubaker e pubblicata dalla DC Comics negli Stati Uniti d'America dal 2003 al 2006.

## Storia editoriale
La serie, inizialmente disegnata da Michael Lark, sostituito poi da Greg Scott dal numero 16, punta l'obiettivo sul distretto di polizia della città di Gotham, e in particolare sulla sezione Grandi Crimini che si occupa degli omicidi, soprattutto quando vengono compiuti dai freak, ovvero i criminali mascherati, siano essi in possesso di poteri o meno. La filosofia della serie era quella di ridurre al minimo le apparizioni dei personaggi classici dell'universo di Batman, come Batman stesso, Cacciatrice, Batgirl, che hanno fatto quindi fugaci comparse di scarso rilievo.

## Elenco degli albi
| Albi n. | Titolo italiano              | Titolo originale                | Uscita USA                 | Uscita italiana |
| ------- | ---------------------------- | ------------------------------- | -------------------------- | --------------- |
| 1-2     | In servizio                  | In The Line of Duty             | febbraio-marzo 2003        | aprile 2004     |
| 3-5     | Movente                      | Motive                          | aprile-maggio 2003         | aprile 2004     |
| 6-10    | Una vita a metà              | Half a Life                     | giugno-ottobre 2003        | luglio 2004     |
| 11      | Sogni ad occhi aperti        | Daydreams and believers         | novembre 2003              | aprile 2005     |
| 12-15   | Soft Targets                 | Soft Targets                    | dicembre 2003 - marzo 2004 | gennaio 2005    |
| 16-18   | La vita è piena di delusioni | Life is Full of Disappointments | aprile-giugno 2004         | aprile 2005     |
| 19-22   | Irrisolto                    | Unresolved                      | luglio-ottobre 2004        | luglio 2005     |
| 23-24   | Corrigan                     | Corrigan                        | novembre-dicembre 2004     | novembre 2005   |
| 25      | Luci spente                  | Lights Out                      | gennaio 2005               | novembre 2005   |
| 26-27   | Sul sentiero dei Freak       | On The Freak Beat               | febbraio-marzo 2005        | novembre 2005   |
| 28-31   | Poliziotti a Keystone        | Keystone Kops                   | aprile-luglio 2005         | luglio 2006     |
| 32      | Natura                       | Nature                          | agosto 2005                | luglio 2006     |
| 33-36   | La morte di Robin            | Dead Robin                      | settembre-dicembre 2005    | aprile 2007     |
| 37      | Sunday Bloody Sunday         | Sunday Bloody Sunday            | gennaio 2006               | maggio 2007     |
| 38 - 40 | Corrigan II                  | Corrigan II                     | febbraio-aprile 2006       | maggio 2007     |

## Personaggi
I protagonisti della saga, come detto, sono i poliziotti della Grandi Crimini di Gotham:
- Michael Atkins: il sostituto di James Gordon alla Grandi Crimini dopo il pensionamento di questi seguito al tentato omicidio (vedi Officer Down), è piuttosto un abile politico che non un grintoso poliziotto sul campo. Cerca di tenere al minimo i rapporti con Batman, pur sapendo di non poterli cancellare del tutto, proprio per il bene di Gotham.
- Margaret Sawyer: giunta da Metropolis direttamente dall'Unità Crimini Speciali, fa il suo esordio su Superman vol.2 n. 4 dell'aprile 1987. Grazie all'esperienza nella città di Superman si è guadagnata il titolo di Capitano alla Grandi Crimini.
- Ronald Probson: esordisce sul primo numero di Gotham Central. Comanda la seconda unità della Grandi Cimini. La prima è guidata dalla Sawyer. Muore a causa del Joker sul n. 15, in conclusione della saga Soft target. Viene sostituito dal tenente David Cornwell nel numero successivo.
- Crispus Allen: giunto da Metropolis subito dopo Terra di Nessuno (esordio su Detective Comics n. 742 del marzo 2000), è un abile detective di colore, sempre elegante ed impeccabile, al momento in aperto contrasto con Batman e gli altri vigilanti di Gotham. In Crisi Infinita diviene il nuovo ospite dello Spettro.
- Renee Montoya: è la veterana del gruppo (ha esordito su Detective Comics n. 644 del maggio 1992). Fa coppia con Crispus Allen, dopo le dimissioni di Harvey Bullock, ed ammira Batman per la sua lotta al crimine nella folle Gotham. Durante Terra di Nessuno ha vissuto una pericolosa amicizia con Harvey Dent, alias Due Facce. Lesbica, vive una situazione difficile con la famiglia, profondamente religiosa.
- Manny Esperanza: ispettore degli Affari Interni, esordisce su Detective Comics n. 761 dell'ottobre 2001. Ha indagato su Bullock, subito dopo la morte dell'uomo che provò ad uccidere Gordon.
- Jerry Hennelly: guida la squadra del Pronto Intervento. Esordisce su Detective Comics n. 751 del dicembre 2000.
- Joely Bartlett: esordisce su Detective Comics n. 747 dell'agosto 2000, in occasione del compleanno di Renee Montoya.
- Vincent del Arrazio: partner della Bartlett (esordisce nella stessa storia), è l'agente più anziano del dipartimento. Proviene da una famiglia mafiosa e si è arruolato per allontanarsi da quell'ambiente. Conosce Helena Bertinelli, l'attuale Cacciatrice.
- Tommy Burke: di carattere sempre allegro, appassionato del gioco d'azzardo e delle scommesse, esordisce su Detective Comics n. 748 del settembre 2000.
- Josie Mac: esordisce su Detective Comics n. 763 del dicembre 2001 nel corso di una serie di storie poste in appendice al mensile. Dopo aver scoperto una tresca tra l'allora sindaco di Gotham ed una ballerina, viene trasferita all'Ufficio Persone Scomparse. Successivamente, dopo la morte del padre, del quale trova l'assassino, viene accolta da Atkins stesso nelle file della Grandi Crimini. Manifesta un minimo di poteri psichici, cosa rara tra i poliziotti, che le consentono di trovare oggetti e persone: i colleghi scherzano su questa abilità, nascondendole sovente degli oggetti, che lei immancabilmente ritrova anche senza dover usare i suoi poteri.
- Dagmar Procjnow: compagno di Burke, esordisce nel mese precedente al compagno, sempre su Detective Comics. Ha un figlio violinista.
- Eric Cohen: detective di origini ebraiche, non perde occasione per fare battute, non sempre apprezzate. Esordisce su Batman n. 587 del febbraio 2003.
- Andi Kasinsky: poliziotto-madre e partner di Cohen, esordisce nella stessa storia.
- Marcus Driver: assiste alla morte di Charlie Fields, suo partner, per mano di Mr.Freeze, durante le indagini per un rapimento. È tra i protagonisti della serie e non va per niente d'accordo con Batman e simili. Secondo il suo punto di vista la polizia dovrebbe sempre cavaresela da sola, senza l'aiuto dei vigilanti mascherati. Esordio su Gotham Central n. 1.
- Romy Chandler: nuova partner di Driver, di cui si sta innamorando, proviene dall'F.B.I.
- Samson Davies: è il classico sergente di colore tutto d'un pezzo e robusto, assolutamente immancabile in un poliziesco che si rispetti. Avrebbe dovuto prendere il posto di Probson a capo della seconda squadra, ma per alcuni giochi politici gli viene preferito Cronwell.
- Nelson Crowe: accanito fumatore di pipa, è il compagno di Davies.
- Nate Patton: protettivo nei confronti della Chandler, per la quale sembra provare un sentimento non corrisposto, dice sempre una parola di troppo.
- Trey Hartley: di buona famiglia, nonostante sia un buon detective, non riscuote molte simpatie tra i colleghi. Esordisce sul 2.o numero di Gotham Central.
- Josh Azeveda: partner di Hartley, è il filosofo del gruppo. Suo interlocutore preferito nelle discussioni filosofiche è il sergente Davies.
- Nora Fields: vedova di Charlie, il detective ucciso da Freeze sul primo numero, è il coroner (medico legale con funzioni giudiziarie).
- Stacy: lavora per un ente municipale che l'ha assegnata al Dipartimento di Polizia di Gotham. In pratica lavora per la Grandi Crimini all'accettazione, al computer ed è, soprattutto, l'addetta al batsegnale. Secondo una sentenza di alcuni anni fa, l'accensione di tale luce, ufficialmente utilizzata come deterrente contro la criminalità gothamita, è infatti interdetta ai poliziotti del dipartimento. Capelli rossi, occhiali, esordisce su Detective Comics n. 742 del marzo 2000 ed ha una cotta per Batman.

## Riconoscimenti
La storia Una vita a metà (Half A Life) è stata premiata come:
- Miglior storia a puntate agli Eisner Award 2004;[4]
- Best Single Issue or Story (Miglior storia) agli Harvey Award 2004 (a parimerito);[5]
- Best Other Work agli Gaylactic Spectrum Awards 2004 (a parimerito).[6]

## Edizioni
Negli Stati Uniti la serie fu pubblicata da DC Comics da febbraio 2003 ad aprile 2006. I quaranta albi ad uscita mensile furono poi riproposti in cinque edizioni da collezione:
- In the Line of Duty (ISBN 1401201997)
- Half a Life (ISBN 1401204384)
- Unresolved Targets (ISBN 1563899957)
- The Quick and the Dead (ISBN 1401209122)
- Dead Robin (ISBN 1401213294)

In Italia i primi 32 numeri della serie furono pubblicati in sette trade paperback da Play Press, tra aprile 2004 e luglio 2006. I restanti otto albi furono pubblicati da Planeta De Agostini, nuova casa editrice detentrice dei diritti di pubblicazione DC, in due volumi (aprile e maggio 2007). DeAgostini pubblico inoltre il volume Gotham Central: Josie Mac, contenente alcuni albi di Detective Comics legati a Gotham Central. Nel luglio 2008, sempre DeAgostini, ripropose i primi quindici numeri in un volume intitolato Gotham Central - Servire e proteggere.

## Citazioni e riferimenti
Tra i punti di riferimento per la testata sono sicuramente da tenere in conto Law & Order o New York Police Department, mentre in ambito supereroico si posizionano sulla scia di serie come Powers di Bendis-Oeming o Top 10 di Moore-Ha-Cannon.